# Vodeničko kolo
Vodeničko kolo je najstariji uređaj za pretvorbu energije vode (hidroenergija) u mehaničku energiju. Pogonska sila vodeničkog kola nastaje ili zbog težine vode ili zbog pretlaka zastoja vode, a ne kao rezultat promjene količine gibanja, te se vodenička kola ne smatraju vodnim turbinama. Vodeničko kolo se sastoji od okruglog drvenog ili metalnog okvira, na čijem okviru se nalazi veliki broj lopatica, koje služe za pogon. Osovina je uglavnom vodoravno ugrađena. Prijenos snage može biti direktno preko osovine, preko zupčastog prijenosnika ili preko remena i remenice na osovini. 
Već tisućama godina voda u pokretu okreće vodenička kola u mlinovima. To se okretanje prenosi na žrvanj, u kojem se zrna kukuruza ili pšenice drobe u brašno. Godine 1086. napisana je velika knjiga "Domesday Book" u Engleskoj. U toj knjizi, napisanoj po zahtjevu Vilima I. Osvajača, bila su popisana vlasništva nad zemljištima i nekretninama u svrhu ubiranja poreza. Prema toj knjizi na jugu Engleske postojalo je 5 624 vodenica. Oko 400 ljudi koristilo se jednom vodenicom. 
Voda može teći preko drvenog kotača, ispod kotača ili u tijelo kotača. Ako voda teče preko drvenog kotača, tada do izražaja dolazi potencijalna energija vode. Drugim rijecima, iskorištava se mogućnost (potencijal) da voda teče s veće visine naniže. Ako voda teče ispod kotača, tada voda na kolo prenosi svoju kinetičku energiju.

## Povijest
Vodeničko kolo se u početku okretalo ljudskom ili životinjskom snagom, dok se kasnije počela upotrebljavati voda za pogon.

### Stara Grčka i Rim
Prvi zapis o vodeničkom kolu, koji je pogonila voda, napravio je Filon iz Bizanta (280. – 220. pr. Kr.). On predlaže korištenje vodeničkog kola za punjenje zaštitnih kanala, za obranu od napada neprijatelja. 
Stari Rimljani su koristili vodeničko kolo prije svega u rudnicima, za odvod vode. Postoje opisi koje je zapisao Vitruvije. Postojali su sustavi, pogotovo u rudnicima Rio Tinto u Španjolskoj, koji su omogućavali vađenje vode iz rudnika bakra, do dubine od 24 metra. Takav sustav je imao do 16 vodeničkih kola, koji su razinu po razinu vadili vodu iz dubine.
Stari Rimljani su koristili vodeničko kolo na rijekama i potocima, za dobivanje brašna, rezanje kamena, u svojim provincijama u Anatoliji, Sjevernoj Africi, Francuskoj.

### Srednji vijek u Europi
U Srednjem vijeku se nastavilo s korištenjem vodeničkog kola. U Irskoj su gradili vodenice na plimu i oseku. Godine 1086. napisana je velika knjiga "Domesday Book" u Engleskoj. U toj knjizi, napisanoj po zahtjevu Vilima I. Osvajača, bila su popisana vlasništva nad zemljištima i nekretninama u svrhu ubiranja poreza. Prema toj knjizi na jugu Engleske postojalo je 5 624 vodenica. Oko 400 ljudi koristilo se jednom vodenicom. 

### Povijest vodeničkog kola u svijetu
U Kini, za vrijeme dinastije Han, vodeničko kolo se koristilo za dobivanje brašna i za pogon mijeha kod proizvodnje lijevanog željeza. Astronom Zhang Heng je koristio vodeničko kolo za pokretanje astronomskih instrumenata, dok je Cao Wei iskoristio ga pokretanje velikog kazališta lutaka. 
Arapi su naučili koristiti vodeničko kolo od starih Grka. Uglavnom su ga koristili za podizanje vode, čak i do 30 metara (Al-Andalus). Oni su taj način korištenja nazivali noria.

## Vrste vodeničkog kola
Vodenička kola se ugraduju uglavnom s vodoravnom osovinom. Voda može teći preko drvenog kotača, ispod kotača ili u tijelo kotača.
Najstarija vrsta vodeničkog kola je gdje voda teče ispod drvenog kotača. To je ujedno i vrsta s najmanjim učinkom, ali je najjednostavnija i najjeftinija za izradu. Prednost je i što se može ugraditi na plutajuću konstrukciju. Takvu plutajuću konstrukciju je koristio i general Belizar, kada je Bizantska vojska opkolila Rim 537. 
Nakon toga se razvijalo vodeničko kolo gdje voda teče u tijelo drvenog kotača. Takva konstrukciju ima veću iskoristljivost nego kada voda teče ispod drvenog kotača. Zahtijeva dobru rešetku za pročišćavanje vode prije udara u lopatice. Posebno su ovaj tip koristili Amerikanci za vrijeme industrijske revolucije. 
Najveću iskoristljivost ima vodeničko kolo gdje voda teče preko drvenog kotača. Osim što se koristi kinetička energija vode, ovdje se koristi i pad vode, koji ima i potencijalnu energiju. U prosjeku, ovaj tip ima iskoristljivost do 63 %, dok kada voda teče ispod drvenog kotača, iskoristljivost je najviše 22 %. Nedostatak je skuplja izrada jer treba izraditi pregradu na rijeci, dovodni kanal i precizno usmjeravanje mlaza vode.
Još veću iskoristljivost ima vodeničko kolo gdje voda teče povratno preko drvenog kotača, jer se dodatno još koristi tok vode ispod drvenog kotača.